# Adriana et moi
Adriana et moi est un téléfilm français réalisé par Williams Crépin et diffusé en 2007.

## Synopsis
Un modeste jardinier de Châtelet les Halles s'éprend de la star Adriana Karembeu. Mais leurs relations vont être semées d'embuches…

## Fiche technique
- Réalisation : Williams Crépin
- Scénario : Ludovic Pion-Dumas
- Musique : François Castello
- Décors : Valeriane Friederich
- Production : Jean-Pierre Dusséaux
- Pays de production :  France
- Langue originale : français

## Distribution
- Bernard Yerlès : François
- Adriana Karembeu : Adriana
- Nicolas Gabion : Gilbert
- Marc Samuel : Ted
- Léo Legrand : Jules
- Joséphine Draï : Olive
- Marie-Sohna Condé : Esther
- Jim-Adhi Limas : Yamamoto
- Laurent Garnier : lui-même
- Macha Béranger : elle-même
- Nathalie Courval : Vévette
- Antoine du Merle : le livreur